# Axel Samuel Stål
Axel Samuel Stål, född 19 februari 1787 i Svartsjö kungsgård, död 30 april 1875 i Stockholm, var en svensk språklärare.

## Biografi
Axel Samuel Stål studerade 1800-1803 i Rügen, innan han 1803 blev student vid Uppsala universitet. Efter examen 1810 anställdes han vid Konungens kansli. Han var också en tid lärare på Tyska skolan (1811–1812), innan han blev privatlärare i språk. Han undervisade i inte mindre än åtta språk, såsom latin, grekiska, franska, tyska, engelska och italienska, språk som han enligt uppgift "ledigt talade och skrev". Han studerade också hebreiska, ryska och polska och vid åttio års ålder lärde han sig dessutom finska till den nivå att han obehindrat läste Bibeln på finska. Han ska också ha haft goda kunskaper i matematik.
Efter att några år varit lärare åt Oscar I, skickades han 1822 till München för att undervisa den blivande drottningen Josefina av Leuchtenberg svenska. Han var också lärare till de kungliga barnen Karl, Gustav, Oscar, August och prinsessan Eugénie fram till 1852. Senare blev han av drottningen belönad med guldmedalj (1872) för sin undervisning i svenska hos henne och blev senare också riddare i Vasaorden (1873).  
Han var son till hovkamreren Samuel Stål, bror till militären och arkitekten Carl Stål och far till pianisten Fanny Stål.